# Червенський район
Червенський район — адміністративна одиниця Білорусі, Мінська область.

## Адміністративний поділ
В Червенському районі налічується 197 населених пунктів, з них місто Червень та селище Мар'їна Гірка. Всі села приналежні до 9-и сільських рад:
- Валевачівська сільська рада → Перше Травня • Вишенька • Валевачі • Вовковиськ • Глинище • Гребінка • Залісся • Запасення • Згурськ • Ільїнка • Камійки • Карпилівка • Червона Гора • Червона Нива • Кривопілля • Нежівка • Погулянка • Проворне • Слобода • Станево • Чорноградь • Ягідка • Ялча.
- Клиноківська сільська рада → Волма • Іваничі • Клинок • Червоний Берег • Озерний • Оточна Слобода • Петровинка • Убель • Городище • Криниця • Турець • Чеслове.
- Колодезька сільська рада → Аннопілля • Борсуки • Буйне • Ведриця • Городище • Домовицьк • Заріччя • Калита • Карпилівка • Клейка • Колодежі • Комісарський Сад • Червона Зміна • Карабетівка • Кукушкіне • Луниця • Любишине • Ведмедня • Межниця • Межонка • Наталіївськ • Нова Нива • Новозер'я • Новий Дубок • Омело • Осинівка • Осове • Осовський Бір • Падар • Підсосне • Ратне • Репище • Слобідка • Старий Пруд • Федорівськ • Хутір • Шалаші • Юровичі.
- Лядівська сільська рада → Олександрівка • Баранівка • Березівка 1 • Березівка 2 • Велика Ганута • Великопілля • Гірки • Горківськая Слобода • Городок • Дубники • Забір'я • Задобриччя • Зенонпілля • Климів Лог • Кобзевичі • Колеїна • Червона Слобода • Луч • Луччя • Ляди • Мала Ганута • Малинівка • Маріямпіль • Матусівка • Мєховка • Мощалино • Новий Будків • Осове • Перунів Міст • Петрівка • Печище • Плетевище • Підосинівка • Підрубіж • Полянка • Річки • Соснівщина • Старі Дороги • Тадуличі • Язівки.
- Рованичівська сільська рада → Бишанка • Вікторівка • Виноградівка • Володута • Гайдукова Слобідка • Гатець • Глухе • Гродно • Дубовруччя • Кадище • Короб • Червоний Дар • Малинівка • Новодвір'я • Новий Шлях • Полядки • Рованичі • Рованицька Слобода • Хутір.
- Руднянська сільська рада → Борсуки • Березівка • Великий Бір • Вишенка • Дубовий Лог • Замосточчя • Зорька • Івник • Червона Нива • Кутузовка • Нові Зеленки • Правда • Проходка • Рудня • Ситник • Слобідка • Уборки • Чернова.
- Смиловичівська селищна рада → Журавковичі • Адинь • Верхліс • Вижари • Гудовичі • Дукорщина • Загір'я • Запілля • Корзуни • Красевичі • Кулики • Лисиці • Підгір'я • Смогорівка • Смоленка • Сніжки • Старино • Шестиснопи.
- Червенська сільська рада → Ачижа • Войнилове • Городище • Грабенець • Дерть • Деруцьке • Дуброва • Дия • Забод • Зайці • Захарівка • Індом • Куколівка • Лежні • Лучне • Лиса Гора • Майзорове • Нивище • Новоселення • Островіти • Горіхівка • Острови • Пальчик • Рудня Островита • Скреб'янки • Усохи • Хвоєнщина • Хвойники • Чорний Брід.

Рішенням Мінської обласної ради депутатів від 30 жовтня 2009 року, щодо змін адміністративно-територіального устрою Мінської області, були ліквідовані:
- Грабенецька сільська рада, а села Ачижа • Грабенець • Дерть • Дуброва • Забод • Лучне • Майзорове • Нивище • Новоселення • Пальчик • Скреб'янки • Усохи • Чорний Брід • Горіхівка передані до складу Червенської сільської ради.
- Хутірська сільська рада, а села: Баранівка • Велика Ганута • Мала Ганута • Матусівка • Осове • Петрівка • Підосинівка • Підрубіж • Полянка передані до складу Лядівської сільської ради; тоді як Аннопілля • Борсуки • Буйне • Ведриця • Городище • Карпилівка • Луниця • Межонка • Нова Нива • Омело • Падар • Підсосне • Ратне • Старий Пруд • Червона Зміна • Хутір • Юровичі передані до складу Колодезької сільської ради.